# Cantó d'Autafòrt
El cantó d'Autafòrt és un cantó francès del departament de la Dordonya, situat al districte de Perigús. Té 13 municipis i el cap és Autafòrt.

## Municipis
- Badafòu d'Ans
- Boissuelh
- La Chapela Sent Joan
- Charves e Cubas
- Chornhac
- Cojors
- Granges d'Ans
- Autafòrt
- Nalhac
- Senta Eulàlia d'Ans
- Telhòus
- Lo Temple de Laguion
- Tortoirac

## Història
| Data d'elecció                           | Identitat          | Partit        | Qualitat |
| ---------------------------------------- | ------------------ | ------------- | -------- |
| 1979-2004                                | Jean-Marie Queyroi | Divers gauche |          |
| 2004-                                    | Yves Moreau        | PRG           |          |
| les dades anteriors no són pas conegudes |                    |               |          |
|                                          |                    |               |          |

## Demografia
| 1962  | 1968  | 1975  | 1982  | 1990  | 1999  | 2006  |
| ----- | ----- | ----- | ----- | ----- | ----- | ----- |
| 5.339 | 5.038 | 4.827 | 4.531 | 4.153 | 4.175 | 4.155 |